# Концльова
Концльова (пол. Kąclowa) — село в Польщі, у гміні Грибів Новосондецького повіту Малопольського воєводства.
Населення — 2281 особа (2011).
У 1975-1998 роках село належало до Новосондецького воєводства.

## Демографія
Демографічна структура станом на 31 березня 2011 року:
|          | Загалом | Допрацездатний вік | Працездатний вік | Постпрацездатний вік |
| -------- | ------- | ------------------ | ---------------- | -------------------- |
| Чоловіки | 1166    | 384                | 691              | 91                   |
| Жінки    | 1115    | 348                | 608              | 159                  |
| Разом    | 2281    | 732                | 1299             | 250                  |